# Królewice (Postomino)
Królewice (deutsch Krolowstrand) war ein Dorf in Hinterpommern, das zur polnischen Woiwodschaft Westpommern im Gebiet der Landgemeinde Postomino (Pustamin) im Kreis Sławno (Schlawe) gehörte und seit etwa 1957 nicht mehr existiert.

## Geographische Lage
Królewice lag am Ostufer des Jezioro Wicko (Vietzker See) und nur zwei Kilometer von der Ostseeküste entfernt. Lediglich eine unbedeutende Nebenstraße von Górsko (nördlich von Sławno) passiert auf ihrem Weg nach Wicko Morskie (Vietzkerstrand) die ehemalige Stelle des alten Bauern- und Fischerdorfes.

## Ortsname
Die Ortsbezeichnung beschreibt den zum Gut Krolow (Królewo) gehörenden Strandabschnitt am Vietzker See, früher auch Krolowscher Strand genannt.

## Geschichte
Krolowstrand gehörte ursprünglich zum Lehen Krolow. Im Jahre 1784 wurden nur einige Fischerkaten genannt. Der Ort wuchs besonders im 19. Jahrhundert zu seiner eigentlichen Größe heran und wurde 1928 im Zuge der preußischen Reformen aus dem bisherigen Gutsbezirk Krolow herausgelöst und zu einer selbständigen Landgemeinde erhoben.
Als solche gehörte Krolowstrand bis 1945 mit den Gemeinden Görshagen (Górsko), Krolow (Królewo), Marsow (Marszewo), Schlackow (Złakowo) und Vietzkerstrand (Wicko Morskie) zum Amtsbezirk Schlackow im Landkreis Schlawe i. Pom. im Regierungsbezirk Köslin der preußischen Provinz Pommern. Auch standesamtlich waren die sechs Gemeinden nach Schlackow orientiert, während das Amtsgericht in Schlawe war.
Im März 1945 wurde das 300 Einwohner zählende Krolowstrand von der Roten Armee besetzt. 1947 wurden die letzten deutschen Einwohner ausgewiesen. Der Ort erhielt die polnische Bezeichnung Królewice. Die Dorfstelle gehört heute zur Gmina Postomino im Powiat Sławieński der Woiwodschaft Westpommern (zuvor bis 1998 Woiwodschaft Stolp).
Seit etwa 1957 existiert Królewice als Dorf nicht mehr. Die Gebäude wurden abgerissen, weil der ehemalige deutsche Truppenübungsplatz für das polnische Militär ausgeweitet wurde.

## Ortsgliederung bis 1945
Vor 1945 gehörten zur Gemeinde Krolowstrand zwei Wohnplätze:
1. Görshäger Strand, einzelnes Gehöft (Dreifamilienhaus), unmittelbar an den Küstendünen, 1 Kilometer nördlich des Dorfes gelegen
2. Waldkaten (polnisch: Szyszków), vier Waldarbeiterhäuser, zum Staatlichen Forstamt gehörend, 500 Meter ostwärts des Nordendes von Krolowstrand gelegen.

## Kirche
Die Einwohner von Krolowstrand waren vor 1945 alle evangelisch. Bis 1870/80 war die Kirche in Krolow (Królewo) das Gotteshaus auch der Bewohner von Krolowstrand. Nach deren Abriss war für sie die Dorfkirche in Lanzig (Łącko) „ihre“ Kirche. Das Kirchspiel Lanzig gehörte zum Kirchenkreis Rügenwalde in der Kirchenprovinz Pommern der Kirche der Altpreußischen Union.

## Schule
Die Gemeinde Krolowstrand verfügte vor 1945 über eine eigene Schule. Sie war einklassig für bis zu 60 Kinder. Das Schulhaus stammte aus dem Jahre 1884.